# Macaranga domatiosa
Macaranga domatiosa är en törelväxtart som beskrevs av Airy Shaw. Macaranga domatiosa ingår i släktet Macaranga och familjen törelväxter. Inga underarter finns listade i Catalogue of Life.